# Grammatici certant et adhuc sub iudice lis est
Ez a latin mondat Grammatici certant et adhuc sub iudice lis est szó szerinti fordításban azt jelenti: "A nyelvészek azt állítják, hogy a verseny még nem ért véget." (Horáció, Ars Poetica, 78)
A költő ezzel a mondatával utal azokra a véget nem érő vitákra, melyek a tudósok között mindig napirenden vannak nyelvtani kérdésekben (is), és gyakran kiderül, hogy jelentéktelenek ezek a kérdések, vagy viták.

## Fordítás
Ez a szócikk részben vagy egészben  a   Grammatici certant et adhuc sub iudice lis est című olasz Wikipédia-szócikk fordításán alapul.  Az eredeti cikk szerkesztőit annak laptörténete sorolja fel. Ez a jelzés csupán a megfogalmazás eredetét és a szerzői jogokat jelzi, nem szolgál a cikkben szereplő információk forrásmegjelöléseként.

## Előfordulás
- Vámbéry Ármin : A magyarság keletkezése és gyarapodása (Bp. 1895. 8. old.)